# Spilla Holloway
La Spilla Holloway veniva donata dalla Women's Social and Political Union (WPSU) alle donne che erano state imprigionate nella Prigione di Holloway per attività di suffragetta militante. Viene anche chiamato "Distintivo della saracinesca'", la "Spilla della prigione di Holloway" e la "Victoria Cross dell'Unione".

## Storia

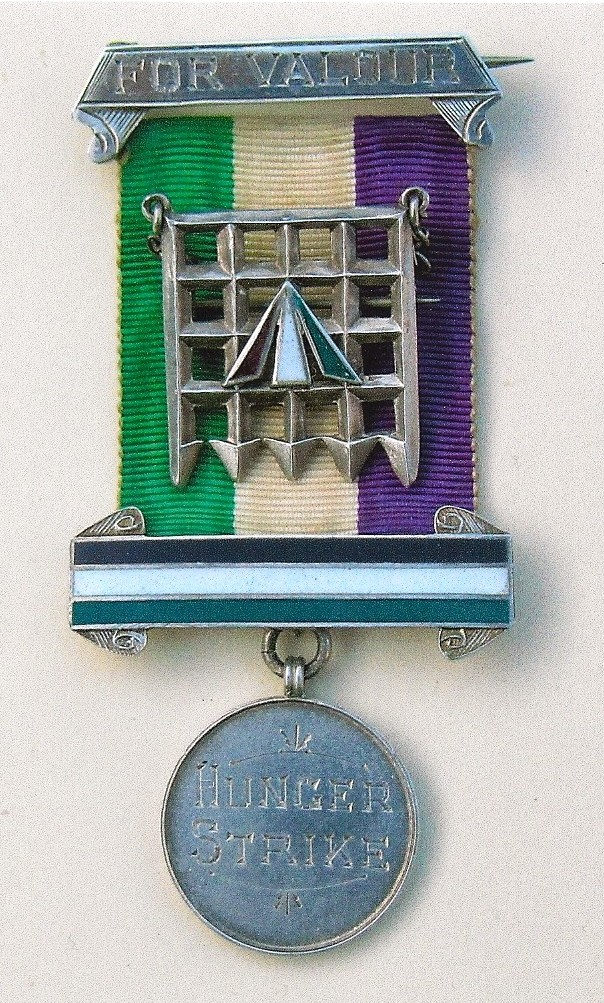
Medaglia dello sciopero della fame e spilla Holloway di Violet Ann Bland

A partire dal 1902 la Prigione di Holloway era una prigione per sole donne a Londra. Nella prima parte del XX secolo molte suffragette furono incarcerate nella prigione.
Man mano che le loro azioni diventavano più militanti, le donne ricevevano condanne più severe. Una volta in prigione le donne continuarono le loro proteste, iniziando infine lo sciopero della fame per chiedere di essere designate come "prigioniere politiche".

## Spilla Holloway
La Spilla Holloway fu disegnata da Sylvia Pankhurst. Realizzata in argento, raffigura la saracinesca, simbolo del Parlamento del Regno Unito e un'ampia freccia, associata alle uniformi carcerarie, in smalto viola, bianco e verde.
Le spille venivano donate alle suffragette al momento del loro rilascio da Holloway. La dimensione è di un pollice per 3⁄4 di pollice. Veniva prodotta da Toye & Co Londra.
Il 29 aprile 1909 le prime spille furono distribuite in un grande incontro organizzato dalla WSPU presso l'Albert Hall. Le prime spille furono presentate da Christabel Pankhurst ed Emmeline Pankhurst, Annie Kenney ed Emmeline Pethick-Lawrence.

## Destinatari
- Dora Beedham[10]
- Sarah Benett
- Violet Ann Bland
- Lady Constance Bulwer-Lytton
- Mabel Capper
- Joan Cather[11]
- Leonora Cohen[7]
- Louie Cullen[12]
- Emily Davison
- Kate Williams Evans[13]
- Theresa Garnett
- Clara Giveen
- Katie Edith Gliddon
- Laura Geraldine Lennox[14]
- Anna Lewis[15]
- Selina Martin
- Edith Bessie New
- Annie Seymour Pearson[16]
- Pleasance Pendred[17]
- Grace Roe[7]
- Amy Sanderson[18]
- Janie Terrero
- Minnie Turner
- Julia Varley

## Destinatari della spilla Holloway

Descrizione galleria
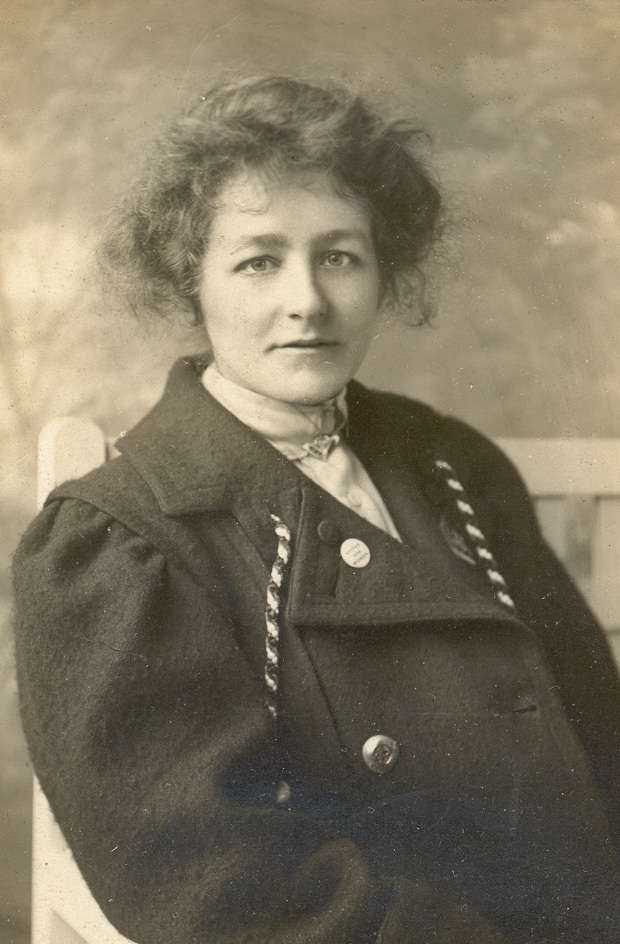
Edith New (1908)
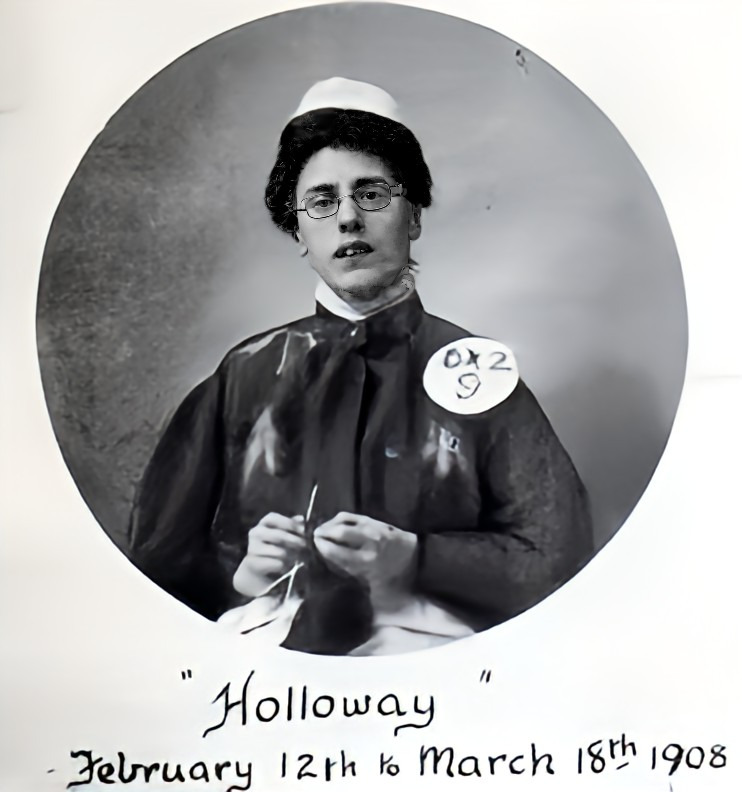
Louie Cullen (1908)
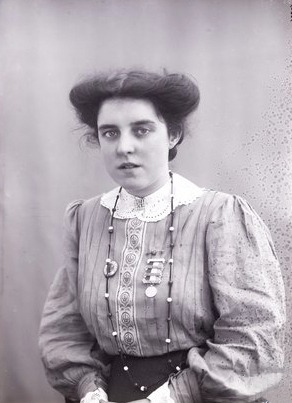
Theresa Garnett (1909)
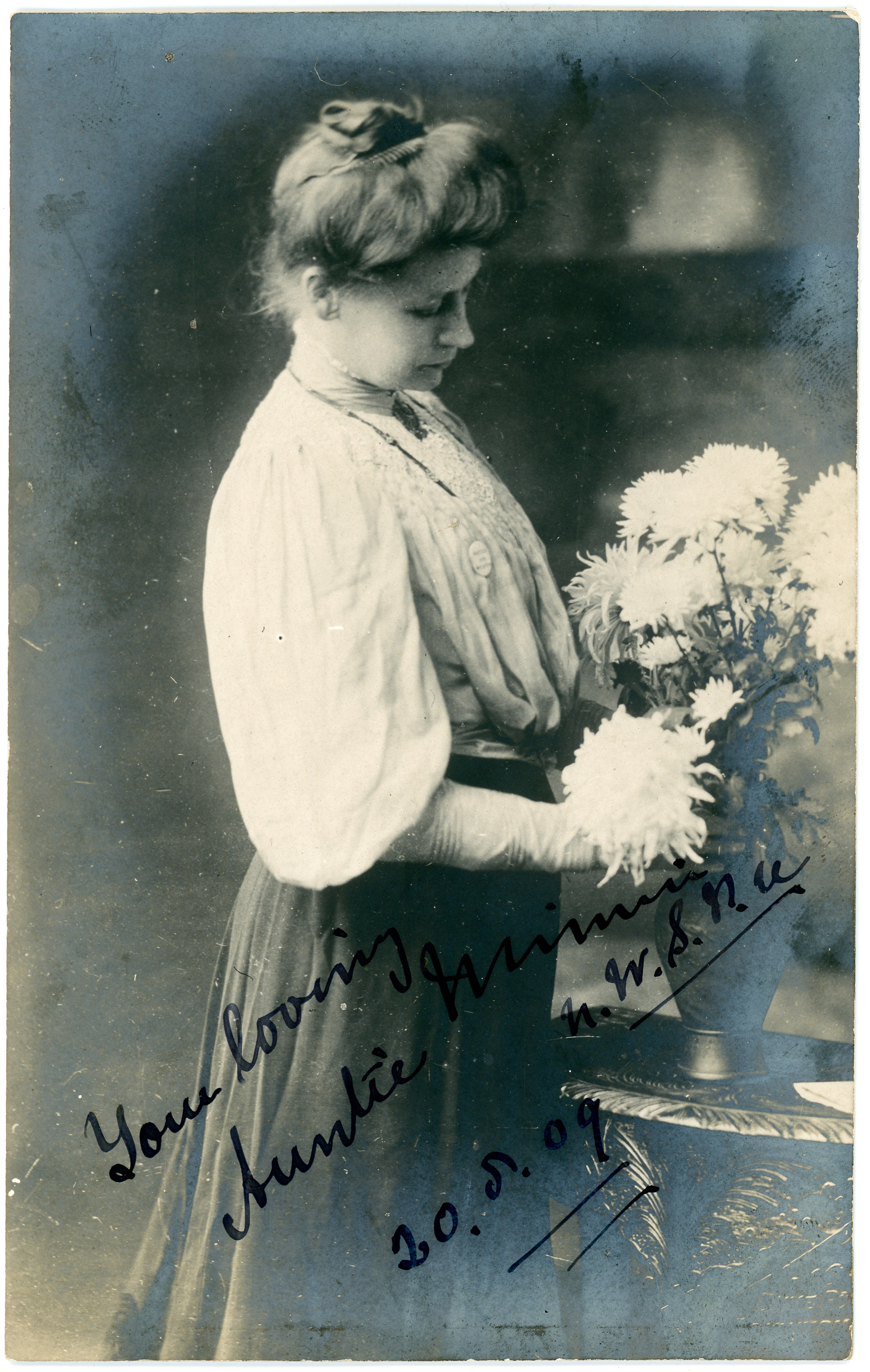
Minnie Turner (1909)
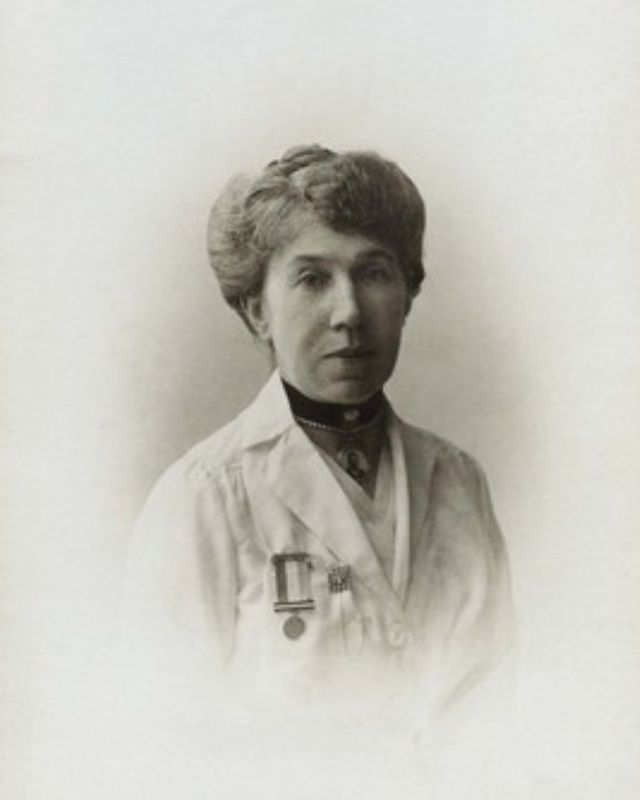
Janie Terrero (1912)
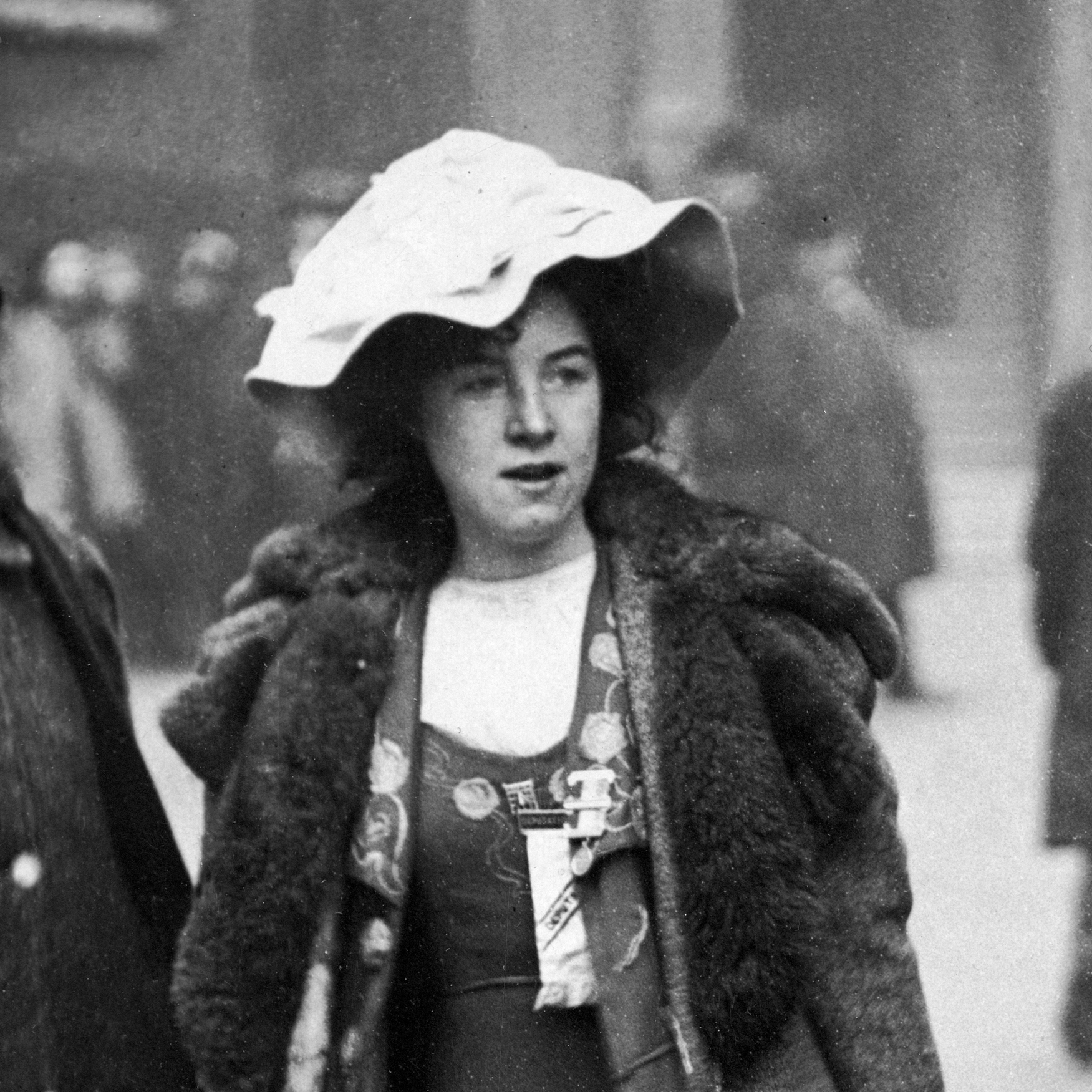
Mabel Capper (1912)
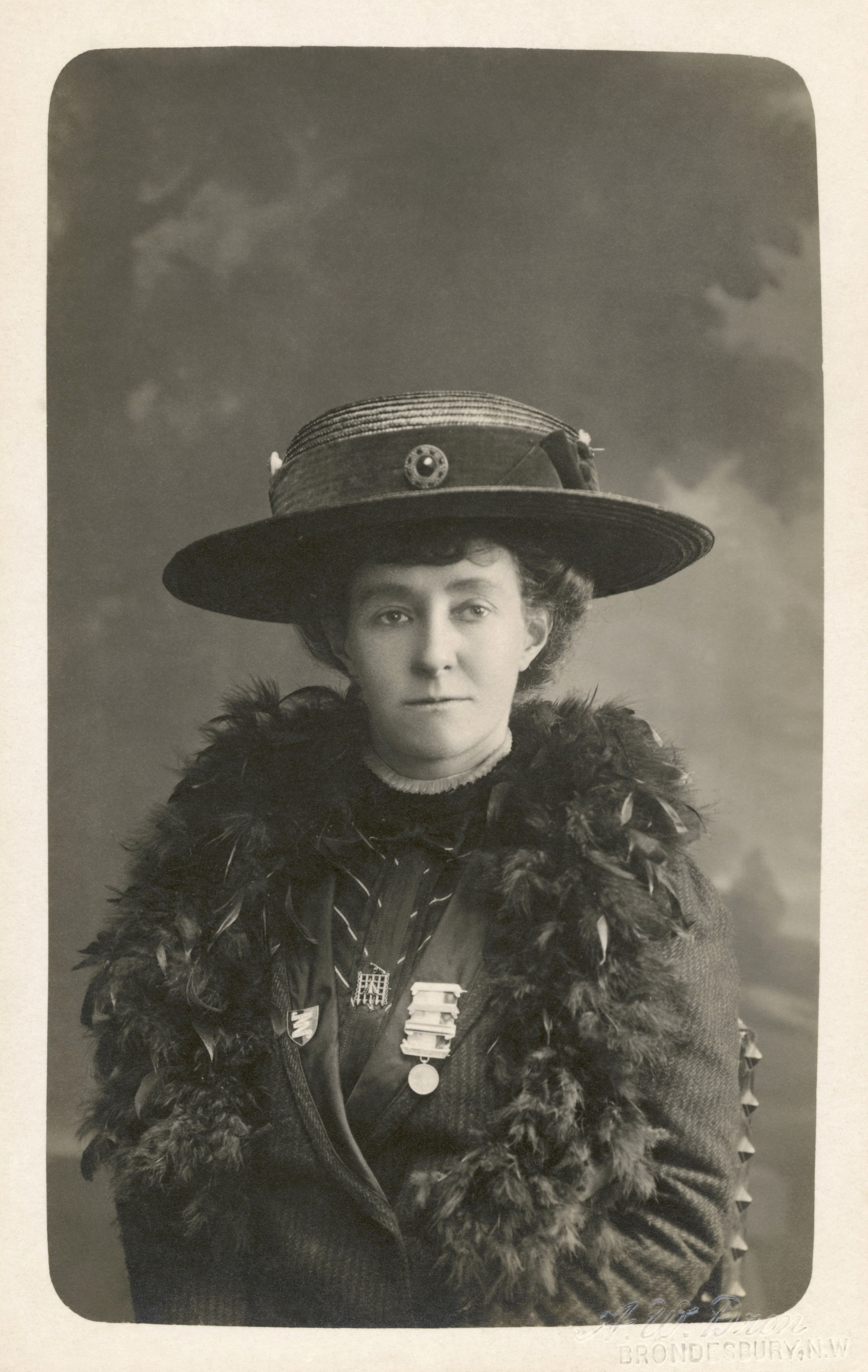
Emily Davison (1913)
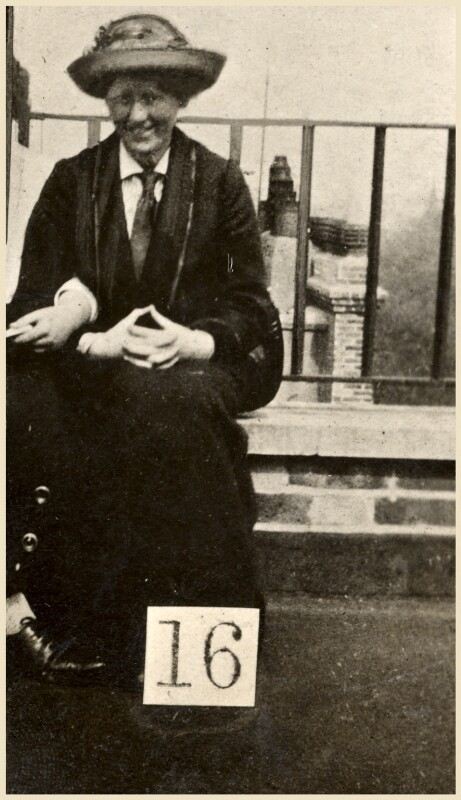
Clara Giveen (1914)
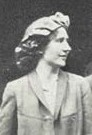
Grace Roe (1914)
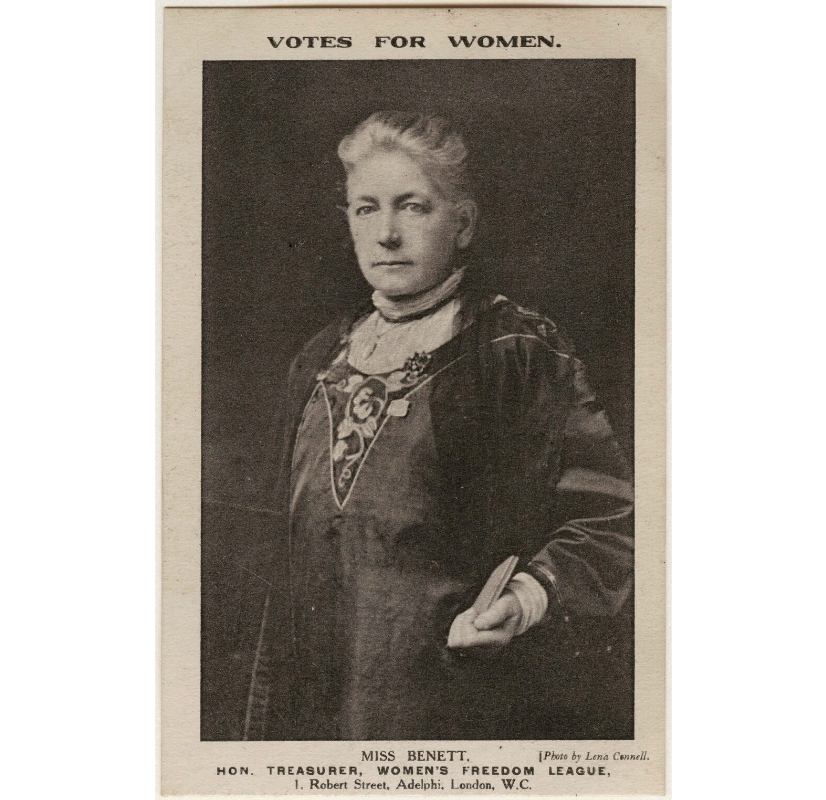
Sarah Bennet (1909)
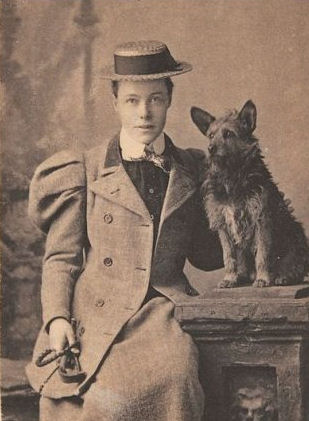
Kate Williams Evans (c1890)
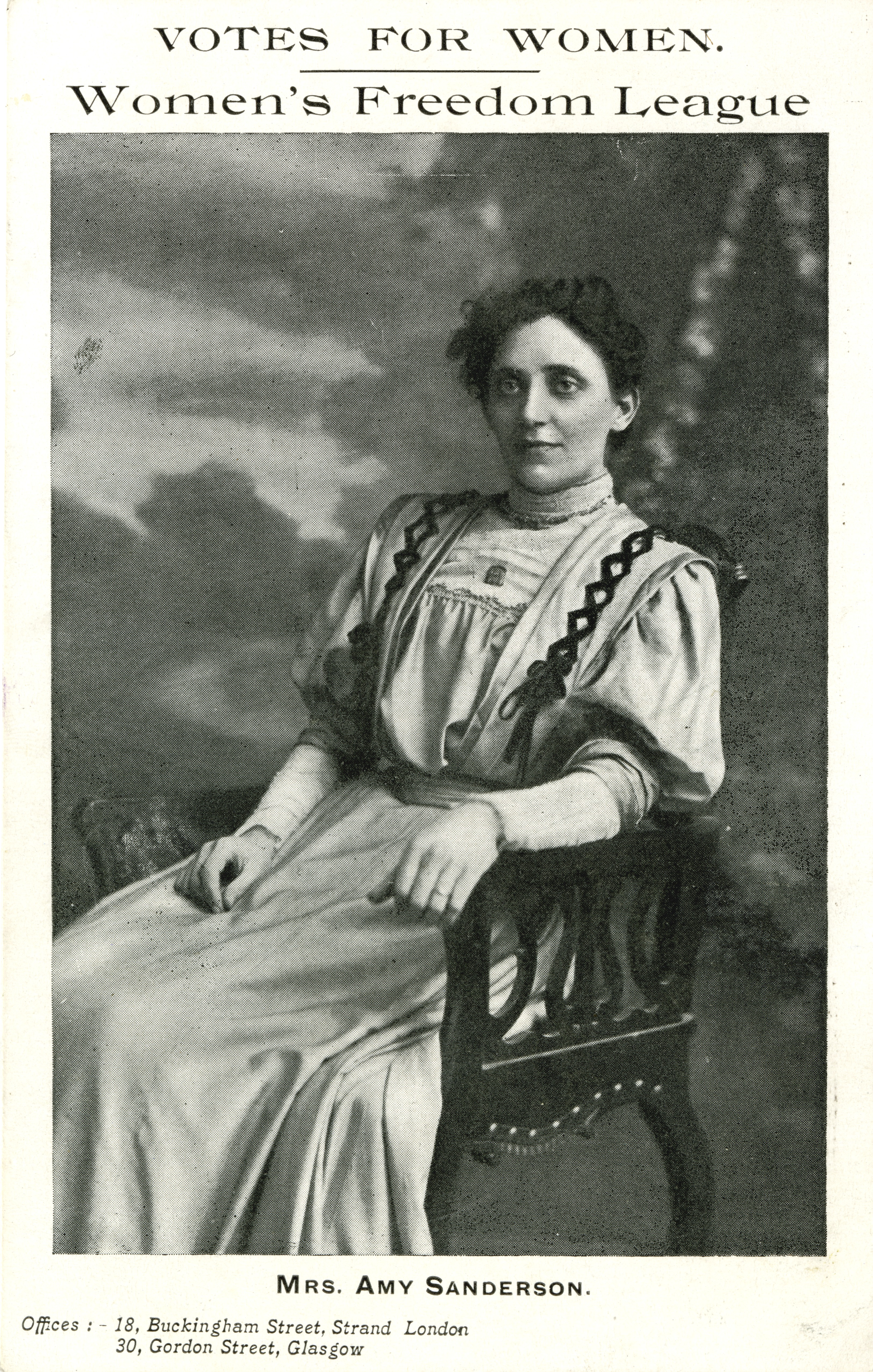
Amy Sanderson (1907)
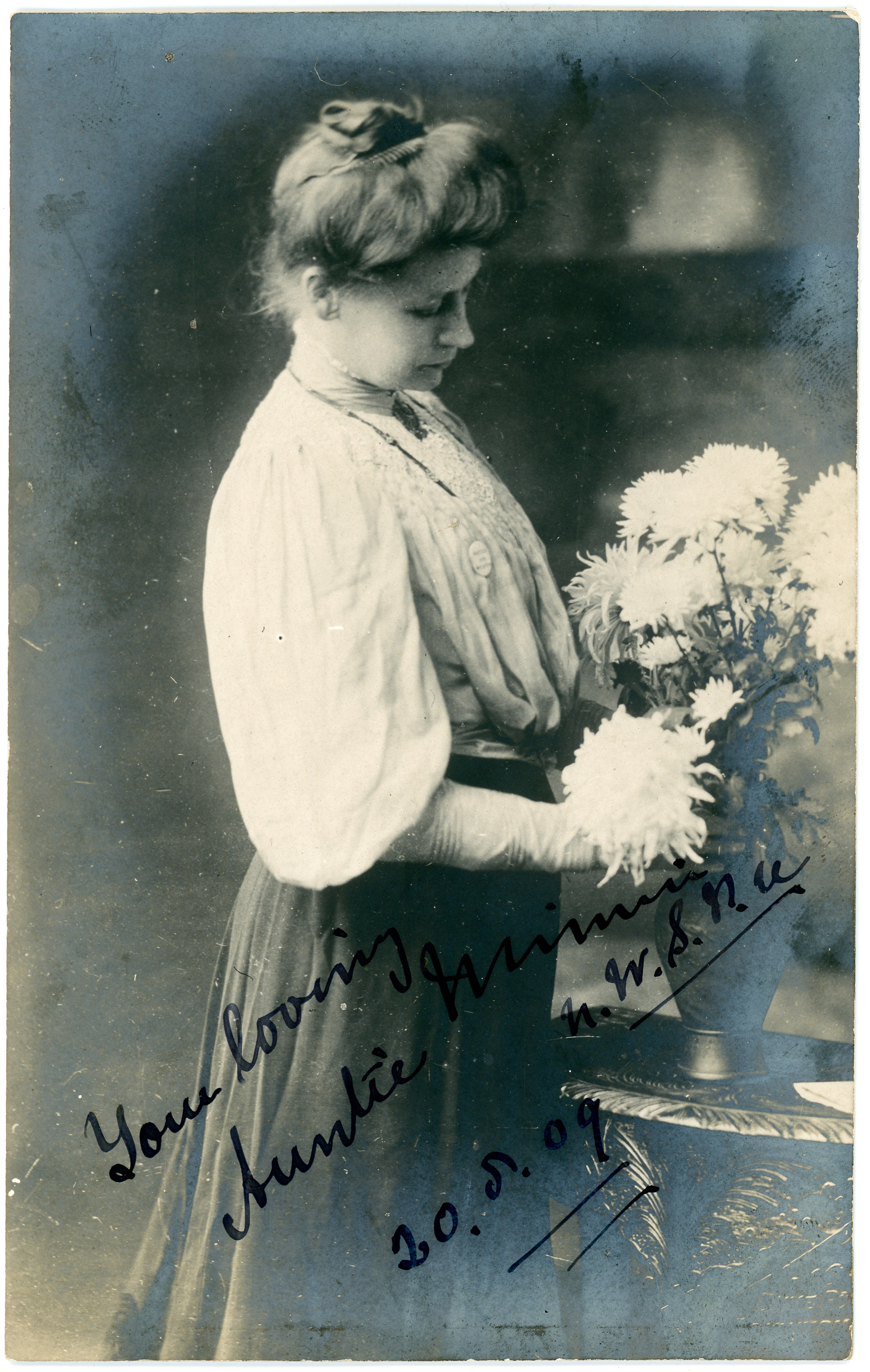
Minnie Turner (1909)